# Dunaújváros–Dunaújváros-Kikötő-vasútvonal
A MÁV Dunaújváros–Dunaújváros-Kikötő-vasútvonala egy egyvágányú, nem villamosított, nagyvasúti szárnyvonal Fejér vármegyében. Nem azonos a Dunaújváros déli részén lévő Dunai Vasmű, illetve a Déli Iparterület iparvágány-hálózatával.

## Jellemzői
A rövid, iparvágány-szerű vonal Dunaújváros külső megállóhely előtt ágazik ki a északi irányban a (42.) Pusztaszabolcs–Dunaújváros–Paks-vasútvonalból. A kiágazás után kelet felé fordulva hurokvágányszerű ívet ír le, északról kerüli meg a települést, áthalad a 6-os, később a Magyar út alatt, a Felsőfoki-patak mentén vezet. A Szigeti úttal párhuzamosan megy a Szalki-szigetre, ott délre fordul, és a Ruhagyári útnál egy iparvágány kiágazást követően kisebb teherpályaudvarban végződik.
A vonal hossza 8 km. Erősen emelkedik a fővonal felé, ezért csak rövidebb tehervonatok tudnak közlekedni rajta.
A vonalon kizárólag teherszállítás zajlik, személyforgalma nincs.